# 國家中山科學研究院九鵬院區
國家中山科學研究院九鵬院區，俗稱九鵬基地，為中華民國國防科技研發機構，屬於國家中山科學研究院下屬之武器研發與測試機構。

## 資訊
九鵬院區主要位於屏東縣滿州鄉及牡丹鄉交界，佔地約4,000公頃，東臨太平洋，1975年，院區正式開始啟用。